# Молодцова, Мария Васильевна
Мария Васильевна Молодцова (24 сентября 1927 — 1982) — передовик советской лёгкой промышленности, вязальщица трикотажно-чулочной фабрики «Красное знамя» Министерства лёгкой промышленности РСФСР, город Ленинград, Герой Социалистического Труда (1966).

## Биография
Родилась в 1927 году в Рязанской области.
В 1929 году семья переехала в горд Ленинград. В начале Великой Отечественной войны завод, на котором работали братья Марии, эвакуировали в Казахстан. Мария тоже уехала туда. Там она, в пятнадцать лет, обучилась профессии токаря и стала трудиться на заводе. Братья же ушли на фронт. 
В 1946 году вернулась в Ленинград. Стала работать ученицей вязальщицы на фабрике "Красное знамя". Вскоре стала обслуживать три накидочные машины вместо двух по норме. Ей доверили руководить комсомольско-молодёжной бригадой, которая позже стала ударной. В 1954 году вступила в КПСС. 
В 1964 году возобновила обучение в школе. В 1971 году завершила обучение в техникуме текстильной и лёгкой промышленности. 
Указом Президиума Верховного Совета СССР от 9 июня 1966 года за получение высоких результатов в лёгкой промышленности и рекордные показатели в пошиве и производстве одежды Марии Васильевне Молодцовой было присвоено звание Героя Социалистического Труда с вручением ордена Ленина и медали «Серп и Молот.
Продолжала и дальше трудиться в сельском хозяйстве.
В 1971 году стала сменным мастером на фабрике. Добивалась значительных производственных результатов.  
Проживала в Ленинграде. Умерла в 1982 году. Похоронена на Серафимовском кладбище.

Могила Молодцовой на Серафимовском кладбище Санкт-Петербурга.

## Награды
За трудовые успехи была удостоена:
- золотая звезда «Серп и Молот» (09.06.1966);
- орден Ленина (09.06.1966);
- другие медали.